# Гротон (Вермонт)
Гротон (англ. Groton) — місто (англ. town) в США, в окрузі Каледонія штату Вермонт. Населення — 984 особи (2020).

## Демографія
Згідно з переписом 2010 року, у місті мешкали 1022 особи в 413 домогосподарствах у складі 289 родин. Було 639 помешкань
Расовий склад населення:
| - 97,7 % — білих - 0,1 % — корінних американців - 0,1 % — чорних або афроамериканців - 0,1 % — азіатів |

До двох чи більше рас належало 1,6 %. Частка іспаномовних становила 1,1 % від усіх жителів.
За віковим діапазоном населення розподілялося таким чином: 25,2 % — особи молодші 18 років, 59,2 % — особи у віці 18—64 років, 15,6 % — особи у віці 65 років та старші. Медіана віку мешканця становила 42,4 року. На 100 осіб жіночої статі у місті припадало 97,7 чоловіків;  на 100 жінок у віці від 18 років та старших — 94,9 чоловіків також старших 18 років.
Середній дохід на одне домашнє господарство  становив 57 017 доларів США (медіана — 47 250), а середній дохід на одну сім'ю — 68 652 долари (медіана — 63 125). Медіана доходів становила 40 909 доларів для чоловіків та 40 096 доларів для жінок. За межею бідності перебувало 7,5 % осіб, у тому числі 12,1 % дітей у віці до 18 років та 3,0 % осіб у віці 65 років та старших.
Цивільне працевлаштоване населення становило 498 осіб. Основні галузі зайнятості: освіта, охорона здоров'я та соціальна допомога — 20,7 %, виробництво — 12,9 %, роздрібна торгівля — 10,8 %, будівництво — 9,2 %.